# マチュー1世・ド・モンモランシー
マチュー1世・ド・モンモランシー（フランス語：Mathieu Ier de Montmorency, 1100年ごろ - 1160年）は、モンモランシー、マルリー、コンフラン＝サント・オノリーヌおよびアティシーの領主。ルイ7世のもとでフランス軍総司令官（在任：1138年 - 1160年）をつとめた。

## 生涯
マチュー1世はブシャール4世・ド・モンモランシーとアニェス・ド・ボーモン＝シュル＝オワーズの息子である。
1126年、イングランド王ヘンリー1世の庶子アリス（アリックス）・フィッツロイと結婚し、以下の子女をもうけた。
- アンリ（1160年以前没）
- ブシャール5世（1189年エルサレムで没） - 1173年にエノー伯ボードゥアン4世の娘ローレット（1181年8月9日没）と結婚[2]、マチュー2世をもうけた。
- ティボー（1189年以降） - マルリー領主。1173年に十字軍に参加した。1189年以降にシトー会修道士として死去した。
- エルヴェ - サン＝マルタン・ド・モンモランシー修道院長、のちパリの教会で助祭および主席司祭となった。
- マチュー（1204年コンスタンディノープルで没）[3] - 兄ティボーよりマルリーを継承。ブシャール・ド・マルリー（英語版）の父。

アリスは1141年以前に死去し、1141年にフランス王ルイ6世の未亡人でルイ7世の母アデル・ド・サヴォワと再婚した。